# Deutsche Post проти Комісії
Deutsche Post проти Комісії – пара об’єднаних справ 2011 року, C 463/10 P і C 475/10 P, які розглядаються в Суді Європейської Унії щодо обсягу судового перегляду судових заборон на надання інформації у справах про державну допомогу. Висновок, винесений 13 жовтня 2011 року, тлумачить статтю 263 Договору про функціонування Європейської Унії таким чином, що будь-який офіційний акт з боку будь-якого органу, офісу чи агентства Європейського Союзу, який має обов’язкові юридичні наслідки, що зачіпають інтереси фізичної чи юридичної особи, може бути оскаржений у Суді ЄУ. Відмінюючи загальний суд, висновок таким чином посилює право на судовий перегляд адміністративних актів.
Ця пара справ є частиною групи спорів, які в академічній спільноті іноді називають «сагою Deutsche Post».

## Зміст
Deutsche Post та Німеччина вимагали скасування рішення Генерального суду, який визнав неприпустимими їхні дії щодо скасування рішення Комісії, яке вимагало від Німеччини надати інформацію про державну допомогу Deutsche Post. Стаття 108 Договору про заснування Європейського Союзу вимагає від держав-членів повідомляти Комісію про плани надання нової допомоги та надавати всю необхідну інформацію. У 2008 році Комісія надіслала опитувальник про доходи і витрати DP, а також лист-нагадування. Німеччина відповіла, що надання інформації після 1994 року було б непропорційним за часом та обсягом роботи. Комісія заявила, що інформація має бути надана протягом 20 днів. Deutsche Post і Німеччина подали позов про анулювання рішення, а Комісія стверджувала, що воно не було «актом», і це було підтримано Загальним Судом. Суд постановив, що судова заборона на отримання інформації не має жодних санкцій, тому не є «актом», який можна оскаржити.

## Судове рішення
Третя палата постановила, що Комісія вчинила певну дію, і тому можна було подати позов про анулювання. Воно породжувало самостійні правові наслідки.
36 Відповідно до послідовної судової практики, розробленої в контексті позовів про скасування, поданих державами-членами або інституціями, будь-які заходи, прийняті інституціями, незалежно від їхньої форми, які мають обов'язкові юридичні наслідки, розглядаються як акти, що можуть бути оскаржені, в розумінні статті 263 ДФЄУ .... Судова практика також показує, що держава-член, як, наприклад, заявник у справі C-475/10 P, може подати позов про скасування заходу, що має обов'язкову юридичну силу, без необхідності доводити, що вона зацікавлена в порушенні провадження....

37 Якщо позов про скасування акта, прийнятого установою, подається фізичною або юридичною особою, Суд ЄС неодноразово зазначав, що позов є обґрунтованим лише тоді, коли обов'язкові правові наслідки цього акта здатні вплинути на інтереси заявника, спричинивши чітку зміну його правового становища (див., зокрема, рішення у справах «IBM проти Комісії», п. 9; «Athinaïki Techniki проти Комісії», п. 29; справа C-322/09 P «NDSHT проти Комісії» (2010), п. 45, ЄСПЛ I-0000).
38 Слід, однак, підкреслити, що прецедентне право, наведене у попередньому абзаці, було розроблене в контексті позовів, поданих до судових органів ЄУ фізичними або юридичними особами проти заходів, адресатами яких вони були. Якщо, як у справі «Deutsche Post проти Комісії», позов про скасування подається непривілейованим заявником проти заходу, який не був йому адресований, вимога про те, що зобов'язуючі правові наслідки оскаржуваного заходу повинні бути здатні вплинути на інтереси заявника шляхом чіткої зміни його правового становища, накладається на умови, викладені в четвертому абзаці статті 263 ДФЄУ.
[...]
45 З вищезазначеного випливає, що рішення, прийняте відповідно до статті 10(3) Регламенту № 659/1999, має на меті мати обов'язкові юридичні наслідки в розумінні прецедентного права, наведеного в пункті 36 цього рішення, і тому є актом, який може бути оскаржений для цілей статті 263 ДФЄУ.
[...]
53 Крім того, судова практика показує, що проміжний захід також не може бути предметом позову, якщо буде встановлено, що незаконність цього заходу може бути використана для обґрунтування позову проти остаточного рішення, для якого він є підготовчим етапом. За таких обставин позов, поданий проти рішення, що припиняє процедуру, забезпечить достатній судовий захист (IBM проти Комісії, п. 12; справа 53/85 AKZO Chemie та AKZO Chemie UK проти Комісії [1986] ECR 1965, п. 19; Справа C-400/99 Італія проти Комісії [2001] ECR I 7303, п. 63).
54 Однак, якщо ця остання умова не буде виконана, вважатиметься, що забезпечувальний захід - незалежно від того, чи виражає він попередню думку відповідної установи - породжує самостійні правові наслідки, а отже, повинен бути здатним сформувати предмет позову про його скасування.....
55 у цьому випадку слід вважати, що інформація, передбачена статтею 10(3) Регламенту № 659/1999, має самостійні правові наслідки.
[...]
71 Що стосується того, чи є Deutsche Post індивідуально зачепленою оскаржуваним актом, слід нагадати, що згідно з послідовною практикою Суду ЄУ, особи, відмінні від тих, кому адресовано рішення, можуть стверджувати, що вони є індивідуально зачепленими, лише якщо це рішення впливає на них через певні ознаки, властиві їм, або через обставини, за яких вони відрізняються від усіх інших осіб, і, в силу цих факторів, вирізняє їх індивідуально, так само як і особу, до якої воно адресоване.
[...]
73 У зв'язку з цим слід зазначити, що той факт, що акт, який розглядається, не адресований Deutsche Post, не має значення для оцінки того, чи стосується цей захід індивідуально цього підприємства для цілей четвертої частини статті 263 ДФЄУ.

74 Далі слід зазначити, що інформаційна заборона стосується процедури розгляду заходу державної допомоги, від якого, як стверджується, отримала вигоду Deutsche Post. Інформація, про яку йдеться в цьому акті, стосується лише Deutsche Post. Таким чином, остання є індивідуально зачепленою цим заходом для цілей прецедентного права, наведеного в пункті 71 цього рішення.